# يوتا ميكادو
يوتا ميكادو (باليابانية: 三門 雄大) (مواليد 26 ديسمبر 1986)، هو لاعب كرة قدم ياباني سابق كان يلعب كلاعب وسط.

## وصلات خارجية
- يوتا ميكادو على موقع رابطة كرة القدم اليابانية للمحترفين (اليابانية)
- يوتا ميكادو على موقع قاعدة بيانات كرة القدم.إي يو (الإنجليزية)
- يوتا ميكادو على موقع Soccerway.com (الإنجليزية)
- يوتا ميكادو على موقع عالم كرة القدم.نت (الإنجليزية)
- يوتا ميكادو على موقع كووورة